# George Varnell
George Marshall Varnell (ur. 10 sierpnia 1882 w Chicago, zm. 4 lutego 1967 w Seattle) – amerykański lekkoatleta, uczestnik igrzysk olimpijskich w St. Louis 1904 r.

## Występy na igrzyskach olimpijskich
Varnell wystartował dwa razy na igrzyskach olimpijskich w 1904 r. Brał udział w biegach przez płotki. Po raz pierwszy wystartował 31 sierpnia w biegu na 400 metrów przez płotki. Ponieważ do zawodów zgłosiło się tylko 4 zawodników, od razu rozegrano finał. Varnell zajął w nim ostatnie czwarte miejsce.
Kolejną konkurencją był bieg na 200 metrów przez płotki rozegrany 1 września. Do zawodów przystąpiło tylko 5 zawodników i od razu rozegrano finał. Varnell zajął 4. miejsce.